# 吹田八尾線

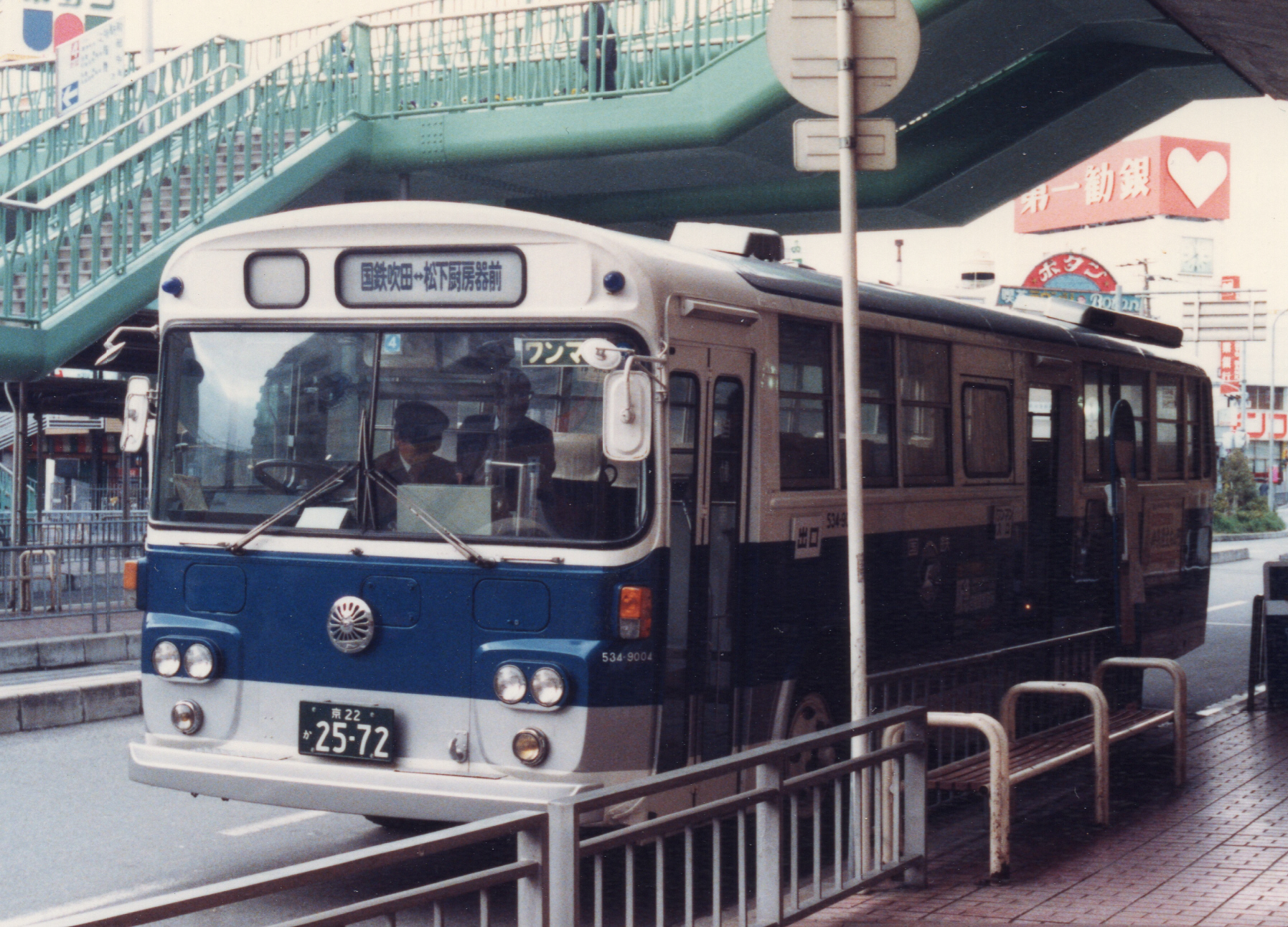
東大阪線　534-9004

吹田八尾線（すいたやおせん）は、かつて大阪府吹田市から摂津市、守口市、門真市、大阪市鶴見区、東大阪市を経て八尾市まで運行されていた路線バスである。阪急バス、京阪バス、近畿日本鉄道（現：近鉄バス）、国鉄バスの4社が運行していた。なお、国鉄バスの路線名は東大阪線（ひがしおおさかせん）と称したが、全国版の時刻表（交通公社/弘済出版社）には民営バス便も一緒に掲載されており、民営バスの方が後まで残っていたため、一緒に扱うこととする。

## 沿革
1958年6月1日に運行開始。鳥飼大橋および大阪中央環状線経由で、大阪市東郊の都市を結ぶ路線であった。開設の経緯は、1954年に鳥飼大橋が開通したことにより、阪急、京阪、近鉄の3社が大阪市東郊の各都市（吹田～摂津～守口～門真～布施～八尾の各市）を結ぶ路線を計画、一方、国鉄も城東貨物線の代行輸送目的として（この時点で同線の旅客化を視野に入れていたのかどうかは不明）、バスの運行を申請したのが始まりである。
大阪の南北を結ぶ路線として好評で、吹田～八尾の直通の他にも、門真や守口、鴻池新田、八戸ノ里駅発着・経由便が新設されたが、大阪中央環状線は当時狭い旧道のみであり、渋滞による遅れが深刻化。それによる利用者離れも進み、1980年代には国鉄バスは門真市の松下厨房器前以北のみの運行になり、1984年には他の3社も全線を通して運行するものはなくなった。これにより近鉄は吹田市から半ば撤退して千里丘駅以南、京阪と阪急は八尾市から撤退し東大阪市の八戸ノ里駅以北のみになった。
1987年の国鉄分割民営化を機に国鉄バスは撤退。1993年に阪急バスが門真市以南の運行を休止、1996年12月には、八尾～千里丘を運行していた近鉄バスの運行が廃止。これにより当時設定されていた臨時バスで現在は廃止されている布施駅～エキスポランド間の系統（布施営業所担当）を除き近鉄バスのエリアが茨木・摂津地区と八尾以南の地区とに分断された。京阪バスも門真市以南への乗り入れがなくなり、京阪バス・阪急バスとも千里丘以北への乗り入れがなくなった。同時に京阪バスは京阪守口市駅～八戸ノ里駅間を廃止して東大阪市からも撤退した。
1997年8月22日に大阪モノレール線が門真市駅まで延伸されたのを受けて、路線の重複区間が多い当路線は廃止となった（ただし、モノレールのない門真市駅以南は当路線の廃止により他の公共交通も一部区間では存在していない。最終廃止については、阪急バスでは1997年8月22日に休止、1999年7月1日に一津屋～八戸ノ里間を廃止とした。これにより阪急バスは河内地区および淀川左岸以遠より撤退した）。
なお、城東貨物線を旅客化したおおさか東線は、2008年に一部区間が開業したが、並行する周辺の路線バスは開業よりも前に減便や廃止に追い込まれているものも多い。

## 運行事業者
- 国鉄バス大阪営業所 - 吹田のアサヒビール工場付近に車庫を設けていた。
- 阪急バス吹田営業所 - 末期は柱本営業所が担当。
- 京阪バス門真営業所 - なお、現在運行している守口市駅～上新庄駅～JR吹田の路線は脚注の通り寝屋川営業所である。[1]
- 近畿日本鉄道志紀→八尾営業所 - 沿線には鳥飼営業所や茨田営業所→稲田営業所と同営業所の浜車庫（現在は廃止）もあったが、担当はなかった。

## 運賃
エリアが阪急バス～京阪バス～近鉄バスの3社にまたがるため、賃率もそれぞれに合わせており、初乗り運賃もそれぞれの地域ごとに異なっていた。また、大阪市内区間があるため、この区間では大阪市内の運賃が適用された。末期まで一部の回数券・定期券に関しては共通利用可能になっていた。

## 運行区間
- JR吹田（国鉄吹田駅前） - 吹田市役所前（阪急吹田） - 吹高口 - 岸部 - 市場 - 国道千里丘 - JR千里丘（国鉄千里丘駅前） - 福祉会館前 - 味舌下 - 摂津市役所前 - 鶴野橋 - 一津屋上 - 一津屋下 - 鳥飼大橋北詰 - 庭窪郵便局前 - （地下鉄大日南口 - 地下鉄守口 - 京阪守口市駅）- 地下鉄大日 - 三番 - （門真市駅） - 門真 - 松下厨房器前 - 二島 - 焼野 - 茨田 - （鴻池新田駅 - 城東工高前） - 河内橋本 - 近畿スポーツセンター前 - 七軒家 - 長田文紙町 - 長田橋 - 御厨橋 - 商業大学前 - 八戸ノ里駅前 - プール西口 - 市立体育館前 - 宝持 - 東上小阪 - 上小阪住宅前 - 友井 - 佐堂 - 穴太神社前 - 末広町 - 八尾表町 - 八尾市役所前 - 八尾福祉会館前 - 光南町 - JR八尾駅前（国鉄八尾駅前）

なお、この路線の近鉄八尾駅への立寄りは行っていない。
民営バスとしての運行エリアは、国鉄吹田～鳥飼大橋北詰が阪急バス（ただし、千里丘駅以南の摂津市内は近鉄バス=1965年までは茨木バスのエリアも兼ねる）、庭窪郵便局前～焼野が京阪バス、茨田以南は近鉄バスであった。
なお、それぞれの事業者エリアでは、並行して他の路線もあった（大阪市内では大阪市営バスも運行）。吹田八尾線が停車しない停留所もあった。停留所標柱は当路線専用のものがあった（末期は専用標柱はなくなり、それぞれのエリア毎に分担して設置していた）。
なお、京阪守口市駅乗り入れは、1985年以降でそれ以前は地下鉄守口を起終点としていた。
- ※阪急バスでは、城東高前を「鴻池」としており、また近鉄バスエリア内ではクローズドドアーシステムが同社に限って採用されたため、近畿スポーツセンター、長田文紙町、商業大学前、プール西口、市立体育館前、東上小阪、上小阪住宅前、佐堂、末広町、八尾市役所～光南町の各停留所には停車しなかった。

### 運行系統
国鉄分割民営化前後（1987年4月1日）の運行系統を示す
国鉄バス
- 国鉄吹田駅前 - 松下厨房器前（1987年3月31日で廃止）

阪急バス
- JR吹田 - 八戸ノ里駅前
- JR吹田 - 京阪守口市駅
- JR吹田 - 門真市駅（1987年4月1日より運行）

阪急担当便は、吹田市内（JR吹田～JR千里丘）は急行扱いで通過停留所があった。
京阪バス
- 51：JR吹田 - 八戸ノ里駅前
- 52：JR吹田 - 京阪守口市駅
- 54：JR吹田 - 門真市駅（1987年4月1日より運行）

近畿日本鉄道（近鉄バス）
- 90：JR千里丘 - JR八尾駅前
- 96：鴻池新田駅 - JR八尾駅前

1980年代初めまでは国鉄吹田に乗り入れ、地下鉄守口発着便も存在した。